# Знаква
Знаква (груз. ზნაკვა) — село в Грузии, на территории Амбролаурского муниципалитета края (мхаре) Рача-Лечхуми и Нижняя Сванетия.

## География
Село находится в северной части Грузии, на северном склоне Рачинского хребта, на расстоянии приблизительно 4 километров (по прямой) к западу от города Амбролаури, административного центра муниципалитета. Абсолютная высота — 856 метров над уровнем моря.

## Население
По результатам официальной переписи населения 2014 года, в Знакве проживало 126 человек (59 мужчин и 67 женщин). В национальной структуре населения грузины составляли 98,4 %, русские — 0,8 %, украинцы — 0,8 %.
| Год  | Население, человек |
| ---- | ------------------ |
| 2002 | 212                |
| 2014 | ↘ 126              |